# Theodore TY02

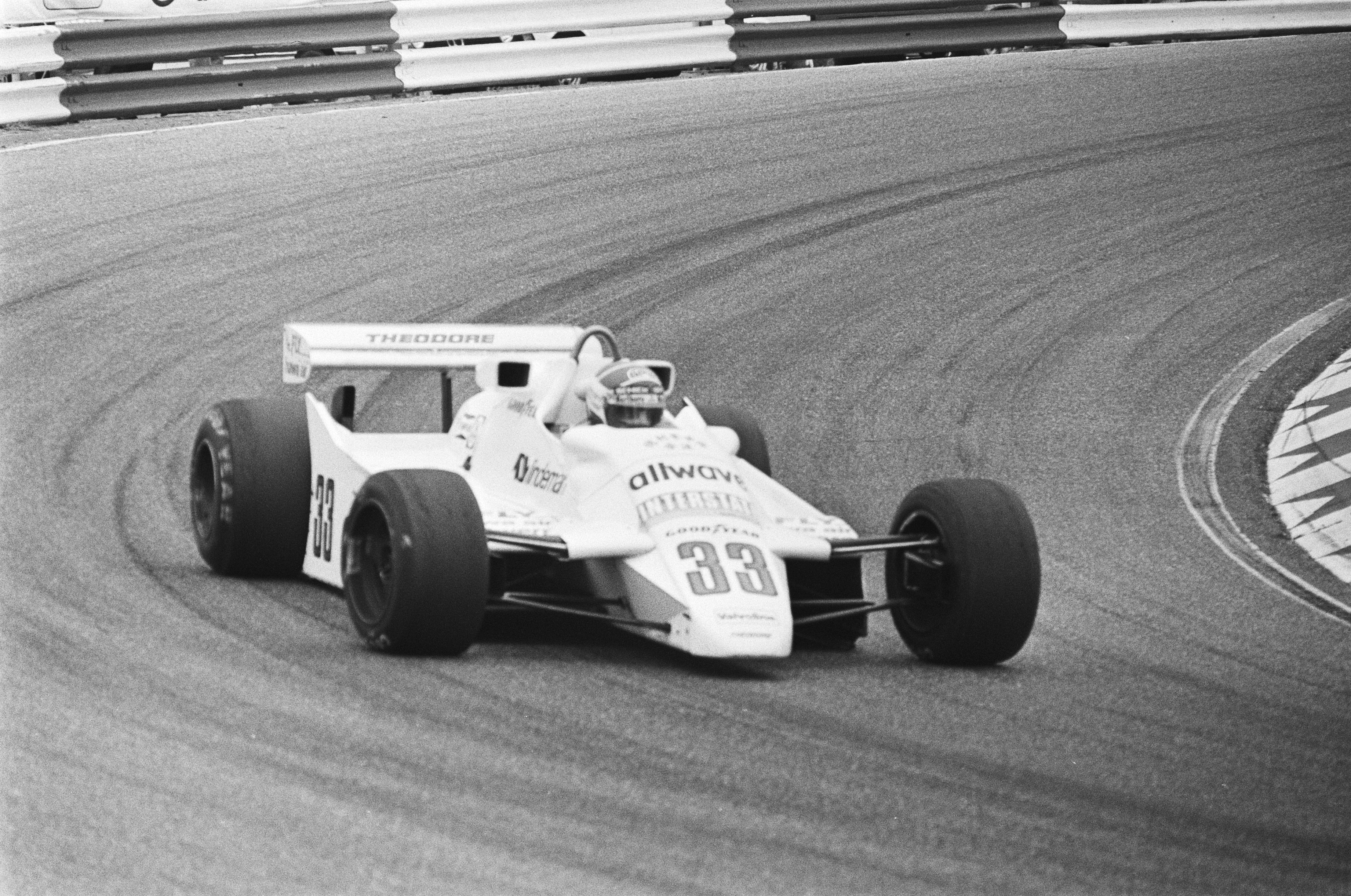
Lammers conduzindo o TY02 em 1982

O  TY02  é o modelo da Theodore da temporada de 1982 da Fórmula 1. Condutores: Derek Daly, Jan Lammers, Geoff Lees e Tommy Byrne.

## Resultados[1]
(legenda) 
| Ano  | Chassi | Motor                | Pneus | N° | Pilotos     | 1   | 2   | 3   | 4     | 5   | 6   | 7   | 8   | 9   | 10  | 11  | 12  | 13  | 14  | 15  | 16  | Pontos | Posição  |  |
| ---- | ------ | -------------------- | ----- | -- | ----------- | --- | --- | --- | ----- | --- | --- | --- | --- | --- | --- | --- | --- | --- | --- | --- | --- | ------ | -------- |  |
|      |        |                      |       |    |             |     |     |     |       |     |     |     |     |     |     |     |     |     |     |     |     |        |          |  |
|      |        |                      |       |    |             | RSA | BRA | USW | SMR   | BEL | MON | USE | CAN | NED | GBR | FRA | GER | AUT | SUI | ITA | LVS |        |          |  |
| 1982 | TY02   | Ford Cosworth DFV V8 | A     | 33 | Derek Daly  |     | Ret | Ret | [ 2 ] |     |     |     |     |     |     |     |     |     |     |     |     | 01     | NC (18º) |  |
| 1982 | TY02   | Ford Cosworth DFV V8 | A     | 33 | Jan Lammers |     |     |     | [ 2 ] | NQ  |     |     |     |     |     |     |     |     |     |     |     | 01     | NC (18º) |  |
| 1982 | TY02   | Ford Cosworth DFV V8 | G     | 33 | Jan Lammers |     |     |     | [ 2 ] |     | NQ  | Inj |     | Ret | NQ  | NQ  |     |     |     |     |     | 01     | NC (18º) |  |
| 1982 | TY02   | Ford Cosworth DFV V8 | G     | 33 | Geoff Lees  |     |     |     | [ 2 ] |     |     |     | Ret |     |     |     |     |     |     |     |     | 01     | NC (18º) |  |
| 1982 | TY02   | Ford Cosworth DFV V8 | G     | 33 | Tommy Byrne |     |     |     | [ 2 ] |     |     |     |     |     |     |     | NQ  | Ret | NQ  | NQ  | Ret | 01     | NC (18º) |  |

↑1  No GP da África do Sul, Daly utilizou o chassi TY01. 